# První občanská beseda „Komenský“ v Pražském Předměstí
První občanská beseda „Komenský“ v Pražském Předměstí byla kulturně-osvětový spolek, který byl založen v roce 1892 a nepřežil německou okupaci roku 1939.

## Historie
Tento spolek založili občané Pražského Předměstí roku 1892 a hned od počátku hrál v kulturním rozvoji obce nezanedbatelnou úlohu. Pořádal vzdělávací přednášky (19. listopadu 1899 „O vývoji školství obecného a jeho význam pro toto století“ od Františka Laichtera, 17. prosince 1899 „O osvětlování pomocí plamenu“ od Jana Nose), taneční zábavy (4. prosince 1892), národní slavnosti a založil spolkovou knihovnu, jež plnila důležité poslání zpočátku jen mezi členstvem, později (po zevšeobecnění) mezi veškerým pražskopředměstským občanstvem a dala by se tak označit za počátek pozdější obecní knihovny.
Jeho stanovy byly místodržitelstvím schváleny ještě téhož roku. K jejich první výrazné změně došlo až v roce 1899. Svoje spolkové místnosti měl v Kotrouchově hostinci, kde se konaly i obcí pořádané vánoční nadílky. Výrazným činitelem spolku byl JUDr. A. Rudolf, který byl v počátcích jeho předsedou.
Na Národopisné výstavě v Praze (1895) provedl tento spolek staročeské obžínky. Jejich premiéra se však uskutečnila již o rok dříve na výstavě v Hradci Králové. Samozřejmostí byly různé dary a podpory, jak jednotlivcům, tak různým spolkům a sdružením. Šlo např. o stejnojmenný vídeňský spolek a českou Komenského školu tamtéž. O rok později spolu s TJ Sokol a podpůrným i pohřebním spolkem Dobroslav spolupořádal na Střelnici velkou lidovou slavnost ve prospěch Ústřední Matice školské. 17. dubna 1898 beseda uspořádala zábavný večírek ve prospěch zřízení spolkového jeviště. Velice se vydařil i večer Palackého, uspořádaný 9. července téhož roku.
Roku 1907 dochází k již zmíněnému zevšeobecnění spolkové knihovny. Ve stejné době se v rámci spolku velmi uplatňoval svými lidovýchovnými přednáškami MUDr. Josef Vanický, který se roku 1911 stal prvním samostatným obvodním lékařem pražskopředměstským.
Vrcholem činnosti besedy se stalo odhalení Fabiánkova Husova pomníku ve Fialových sadech, k němuž došlo v rámci Husových oslav 11. července 1914. Následujícího roku však byla Husova oslava úředně zapovězena, a tak spolek alespoň vydal leták, který vyzýval občany oslavit Husovo výročí ve svých domovech. To byl jen počátek, neboť později došlo k přerušení činnosti spolku.
V plné síle byl spolek obnoven po vzniku ČSR. V roce 1919 došlo z více než 4 000 svazků bývalé spolkové knihovny k založení té obecní. 24. července 1927 pořádal vycházku do Týnišťské obory, kde mohli účastníci zhlédnout krmení jelenů, divokých prasat a jiné divoké zvěře. Posléze však činnost spolku postupně utichá a kdy zanikl, není známo. Nejspíše k tomu došlo krátce před nebo těsně po německé okupaci v roce 1939, neboť v dobovém tisku nalezneme zmínku o uspořádání mimořádné valné hromady spolku 2. května 1938. V témže roce je spolek zmiňován ještě v zápisech z jednání městské rady i zastupitelstva.